# 倒刺狗尾草
倒刺狗尾草（学名：Setaria verticillata）为禾本科狗尾草属下的一个种。穗上面的剛毛帶有倒刺。

## 扩展阅读
- 維基物種上的相關：倒刺狗尾草